# Violencia doméstica en Argentina
La violencia doméstica en Argentina es un problema grave. Desde los años 1990, el gobierno argentino ha adoptado medidas; pero las políticas han sido criticadas por ser débiles.
Las soluciones políticas se centran en el trato civil, en lugar del penal, con esta forma de violencia y por enfatizar la conciliación entre la víctima y el perpetrador. La política que se ocupa de la violencia doméstica también se ha hecho más difícil debido a la naturaleza descentralizada del país: Argentina es un estado federal con 23 provincias ha causado una variación regional significativa entre las políticas provinciales sobre violencia doméstica, con mujeres en todo el país que tienen diferentes niveles de protección.

## Situación legal
La ley 24.417, promulgada en 1994, fue la primera violencia doméstica. Bajo esta ley, la violencia doméstica se define como «lesiones o maltrato físico o psíquico» por parte de miembros de la familia.
En 2009 se promulgó una ley mucho más amplia: Ley de protección integral para prevenir, sancionar y erradicar la violencia contra las mujeres en los ámbitos en que desarrollen sus relaciones. Esta nueva ley define muchas formas de abuso doméstico que no estaban presentes en la ley anterior.

## Soporte público
Las instituciones públicas y privadas ofrecen programas de prevención y brindan apoyo y tratamiento a las mujeres maltratadas. En general, las denuncias de violencia doméstica se abordan en los tribunales civiles, que pueden garantizar medidas de protección, incluida la prohibición de que un perpetrador entre en el hogar o lugar de trabajo de la víctima.
En 2012 el Congreso aprobó una ley contra el feminicidio que impone penas más estrictas a los perpetradores que matan a sus cónyuges, parejas o hijos como consecuencia de la violencia de género.

## Casos tristemente célebres
En 1981 la sociedad argentina resultó conmocionada por el caso Schoklender, cuando dos jóvenes asesinaron a sus padres mientras dormían. El juicio reveló que los padres sometían a los hermanos a distintos tipos de abuso.
En 1992 el odontólogo Ricardo Barreda asesinó a su esposa, a sus dos hijas y a su suegra. En el juicio alegó haber sufrido violencia doméstica contra el varón por su entorno familiar.
En 2004 sucedió un hecho inédito en el país, con la masacre escolar de Carmen de Patagones. Posteriormente la investigación reveló que el perpetrador, un adolescente de 15 años, sufría violencia física por su padre.